# Наслеђено зло
Наслеђено зло (енгл. Hereditary) је амерички психолошки хорор филм из 2018. године, редитеља и сценаристе Арија Астера, са Тони Колет, Габијелом Берном, Алексом Волфом и Мили Шапиро у главним улогама. Радња прати породицу Грејам, коју чине Ени (Колет) и Стив (Берн) са својих двоје деце (Волф и Шапиро). Убрзо након смрти Енине тајанствене мајке, породица се суочава са још једним тешким губитком.
Премијера филма била је на Филмском фестивалу Санденс, 21. јануара 2018, док је биоскопско приказивање почело 8. јуна 2018. у дистрибуцији компаније A24. Зарадом од преко 80 милиона долара, са 8 пута мањим буџетом, Наслеђено зло је постао комерцијално најуспешнији филм ове компаније.
Филм је добио позитивне критике, али је осетна разлика између оцена критичара и публике. На пример, на сајту Rotten Tomatoes, критичари су га оценили са 89%, а публика са 68%. Посебне похвале за свој перформанс добила је Тони Колет, која је у категорији најбоље главне глумице била номинована и награђивана бројним наградама као што су: Награда Сатурн, Награда ААКТА, Фангоријина награда и Филмска награда по избору критичара. Бројни критичари сложили су се у томе да је Колет нанета велика неправда што те године није била номинована и за Оскара за најбољу глумицу у главној улози, а да је разлог овоме чињеница да Академија филмских уметности и наука већ годинама уназад игнорише остварења из хорор жанра.

## Радња
Ени Грејам живи у Јути са својим супругом Стивом, 16-годишњим сином Питером и 13-годишњом ћерком Чарли. На сахрани своје мајке, Елен Ли, Ени чита посмртно писмо у коме објашњава њихов необичан однос. Касније, Ени присуствује групи подршке за ожалошћене и открива да никада није дозвољавала Елен да се приближи Питеру, још од како се родио. Сматрала ју је одговорном за смрт свог оца, као и за самоубиство свог шизофреног 16-годишњег брата. Међутим, Елен је имала великог утицаја у Чарлином одгајању.
Како би отишао на журку, Питер слаже да иде на школску приредбу, а Ени предлаже Чарли да иде са њим. На журци, Питер оставља Чарли саму и занемарује њено присуство. Она поједе парче чоколадне торте, која садржи орахе на које је алергична, што проузрокује да падне у анафилактички шок. Док је Питер вози у болницу, Чарли у једном тренутку отвара прозор да удахне ваздух. Баш када промоли главу кроз прозор, на путу се појављује мртав јелен; Питер нагло скреће са пута у великој брзини, што изазове Чарли да удари о телефонску бандеру која јој одсеца главу. Скрхани Питер се у шоку враћа кући и оставља тело своје сестре у колима, где га наредног јутра проналази Ени.
Породичне везе пуцају на Чарлиној сахрани. Питер се повлачи у себе и не може да се носи са осећајем кривице за сестрину смрт, Ени постаје озлојеђена и љута на Питера, док Стив очајнички покушава да изглади њихов однос. Након трагедије, Ени постаје све приснија са Џоун, пријатељицом њене покојне мајке за коју се испоставља да је медијум. Она јој помаже да комуницира са Чарли, али то ће само замрсити ствари. Током сеансе призивања Чарлине душе, предмети почну да се померају и ломе сами од себе. Касније, Ени проналази заједничку слику Џоан и покојне Елен (премда је Џоан тврдила да није познавала Енину мајку). Откривено је да је Елен била уплетена у вештичарење и да се у том друштву сматрала челницом, Лајском краљицом. Поред тога, Ени налази књигу која садржи информације о демонском краљу Паимону који улази у тело мушке особе. Најзад, Ени у поткровљу затиче Еленин леш поред различитих окултних обележја.
У школи, Џоан покуша да истера Питерову душу из његовог тела. У учионици, Питер, под контролом невидљиве силе, удара главом о клупу и разбије свој нос. Ени обавештава Стива о својим сазнањима, али он је назива лудом. Пошто она баци књигу у ватру, Стив изненада почне да гори. Ени је запоседнута Паимоном. Питер се буди поред потпуно спрженог леша свог оца и неколико голих припадника секте, док га запоседнута Ени јури до поткровља. Питер ужаснуто посматра Ени како одрубљује себи главу клавирском жицом. Он не успева да побегне јер га Паимон запоседне, Џоан му ставља круну на главу и говори му да слободно влада над свима њима. Филм се завршава с Питеровим безизражајним погледом, док припадници секте узвикују у његову (тј. Паимонову) част.

## Улоге
| Глумац         | Улога          |
| -------------- | -------------- |
| Тони Колет     | Ени Грејам     |
| Габријел Берн  | Стив Грејам    |
| Алекс Волф     | Питер Грејам   |
| Мили Шапиро    | Чарли Грејам   |
| Ен Дауд        | Џоун           |
| Малори Бехтел  | Бриџет         |
| Ари Астер      | Енин шеф       |
| Кетлин Чалфант | Елен Тејпер Ли |